# Xylopia barbata
Xylopia barbata este o specie de plante angiosperme din genul Xylopia, familia Annonaceae, descrisă de Carl Friedrich Philipp von Martius. Conform Catalogue of Life specia Xylopia barbata nu are subspecii cunoscute.